# The Tower (Motorpsycho)
The Tower è un album in studio del gruppo rock norvegese Motorpsycho, pubblicato l'8 settembre 2017 Stickman Records. L'album è disponibile in doppio CD, doppio LP e in streaming.

## Tracce
DISCO 1
1. The Tower [Including The Wishboner] – 8:44
2. Bartok Of The Universe – 6:08
3. A.S.F.E. – 6:53
4. Intrepid Explorer – 9:52
5. Stardust – 3:34
6. Taterhjulets Gnaur (Majavatn) – 3:25

DISCO 2
1. In Every Dream Home (There's A Dream Of Something Else) – 3:39
2. A Pacific Sonata [Including Malibu And Stunt Road] – 15:30
3. The Cuckoo – 7:29
4. Ship Of Fools – 14:41

## Personale
Motorpsycho
- Bent Sæther: basso, chitarra, voce, tastiere;
- Hans Magnus Ryan: chitarra, voce, tastiere;
- Tomas Järmyr: batteria, percussioni, voce.

Ospiti
- Alain Johannes: chitarra (Intrepid Explorer, The Maypole), flauto (In Every Dream Home)